# 2003 UB292
2003 UB292 est un objet transneptunien faisant partie des cubewanos. 

## Caractéristiques
2003 UB292 mesure environ 290 km de diamètre, ce qui pourrait le qualifier comme un candidat au statut de planète naine.